# Referendo no Quirguistão em 2021
Um referendo constitucional foi realizado em 10 de janeiro de 2021 no Quirguistão, juntamente com as eleições presidenciais, O referendo perguntou aos eleitores se eles se manteriam no sistema parlamentar ou mudariam para o sistema presidencial.
A opção de passar para um sistema presidencial obteve 84.1% dos votos.

## Fundo
O referendo ocorre após o fim dos protestos no Quirguistão em 2020 que viram o cancelamento das eleições legislativas de 2020 e a renúncia do presidente Sooronbay Jeenbekov.
Sadyr Japarov permaneceu na presidência. No final de 2020, ele propôs uma série de reformas constitucionais destinadas a fortalecer os poderes do presidente, mudando o país de um regime parlamentarista para um regime presidencial com a abolição do cargo de primeiro-ministro, bem como eliminando a limitação de um único mandato presidencial. Em 14 de novembro, ele renunciou para concorrer às eleições presidenciais de janeiro, organizadas ao mesmo tempo que o referendo. A proposta de emenda provoca manifestações no país. O objetivo do referendo é eventualmente reduzido à natureza do sistema político, presidencial ou parlamentar, enquanto Japarov promete organizar outro sobre seus planos de mudança caso ele ganhe a presidência.

## Pergunta
O referendo faz a seguinte pergunta: Que forma de governo na República Quirguiz você apoia? Presidencialismo, Parlamentarismo ou nenhum dos dois.
De acordo com a Constituição e o código do referendo, a taxa de participação do referendo deve exceder o quórum de 30% dos eleitores registrados para que o resultado seja válido. Além disso, para vencer, uma das opções deve obter a maioria absoluta de todos os votos, incluindo votos em branco e nulos.

## Resultados
| Resultados                           |           |       |
| Escolha                              | Votos     | %     |
| Sistema Presidencial                 | 1,133,485 | 84.11 |
| Sistema Parlamentar                  | 151,931   | 11.27 |
| Nenhum                               | 62,145    | 4.61  |
|                                      |           |       |
| Votos válidos                        | 1,347,561 | 96.65 |
| Votos inválidos/em branco            | 46,657    | 3.35  |
| Total de votos                       | 1,394,218 | 100   |
| Eleitores registrados/comparecimento | 3,563,574 | 39.12 |
| Fonte: CEC                           |           |       |